# Hoppegarten
Hoppegarten là một đô thị thuộc huyện Märkisch-Oderland, bang Brandenburg, Đức.

## Thành phố kết nghĩa
- Iffezheim (Đức)
- Rzepin (Ba Lan)

## Hình ảnh

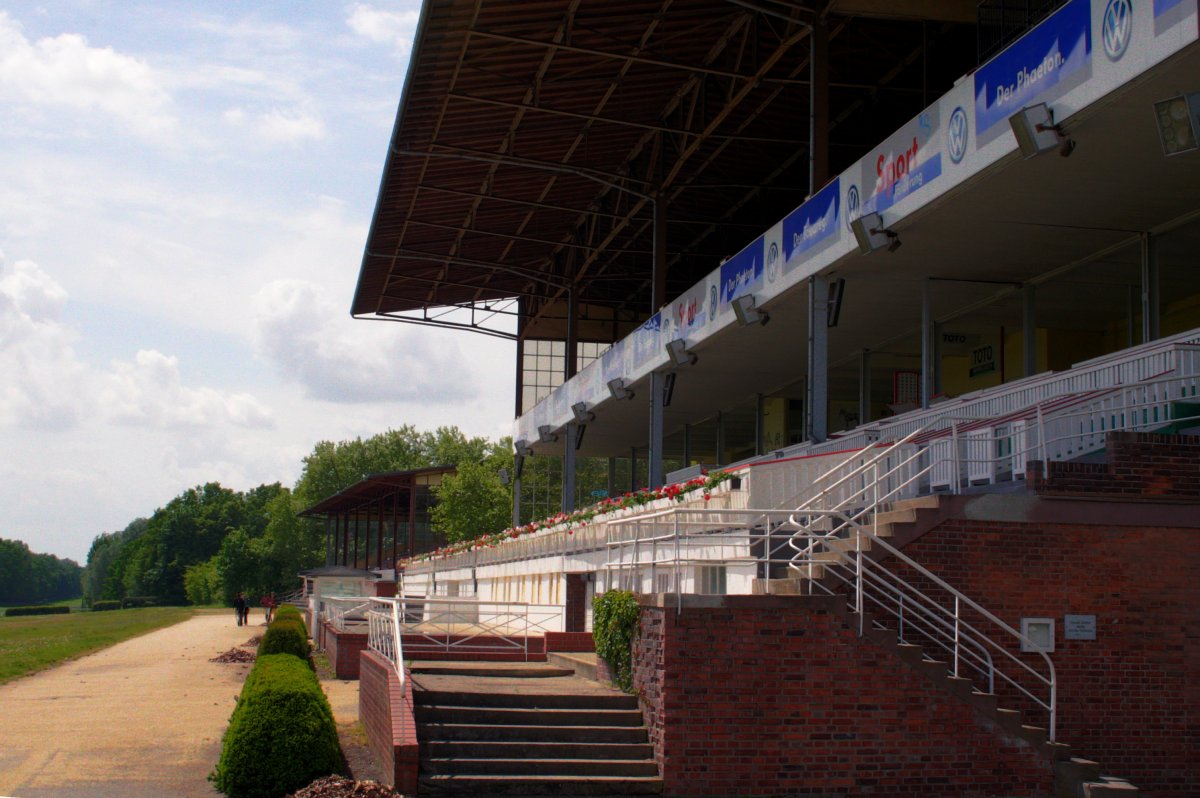
The Hippodrome
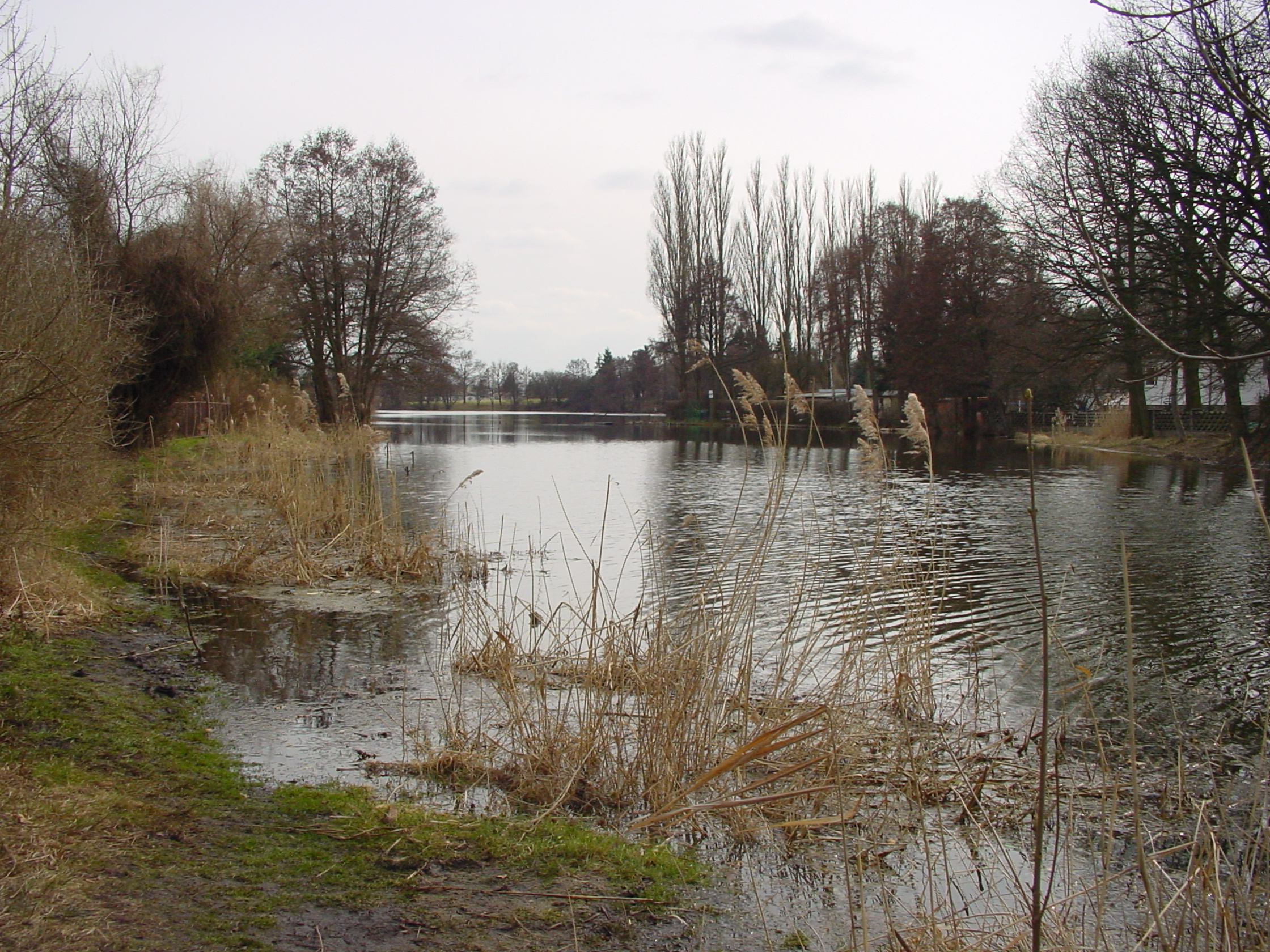
Haussee lake at Hönow